# Hydrovatus flammulatus
Hydrovatus flammulatus är en skalbaggsart som beskrevs av Sharp 1882. Hydrovatus flammulatus ingår i släktet Hydrovatus och familjen dykare. Inga underarter finns listade i Catalogue of Life.